# Морьеро, Франческо
Франче́ско Морье́ро (итал. Francesco Moriero; 31 марта 1969, Лечче) — итальянский футболист и футбольный тренер. Выступал на позиции полузащитника.

## Карьера

### Клубная
Карьеру игрока начал в своём родном городе Лечче. В сезоне 1987/88 «жёлто-красные» вышли в Серию А, где затем Морьеро за три года сыграл в высшем дивизионе 86 матчей и забил 4 гола. В сезоне 1991/92 установил личный рекорд в Серии В, забив 6 голов в 34 матчах.
В 1992 году перебрался в «Кальяри», где провёл два сезона и дебютировал в еврокубках. В 1994 году перешёл в «Рому», где затем за 3 года провёл 75 матчей и забил 8 голов.
В мае 1997 года сначала согласился на переход в «Милан», но в итоге в июле подписал контракт с «Интером», в составе которого дебютировал 31 августа 1997 года в матче против «Брешии». В первом сезоне сыграл 28 матчей, забил 3 гола и выиграл, в составе команды, Кубок УЕФА.
В 2000 году перешёл в «Наполи», за который провёл 15 игр и забил 1 гол в Серии А. Здесь же он завершил карьеру игрока в 2002 году. Всего в Серии А сыграл 287 матчей и забил 21 гол.

## Достижения
- Обладатель Кубка УЕФА: 1997/98